# Крупец (Беловский район)
Крупец — село Беловского района Курской области. Входит в состав Гирьянского сельсовета.

## История
В ходе полномасштабного вторжения России на Украину Вооружённые силы Украины оккупировали село. 15 августа 2024 года село было освобождено.

## География
В Крупце протекает река Псёл. На территории села Крупец находится Крупецкая ООШ, часовня, клуб, сосновый бор, став, а также развалины четырёхэтажной мельницы, амбара и свинофермы.

## Население
| 2002 | 2010 |
| ---- | ---- |
| 322  | ↘186 |

## Фотогалерея

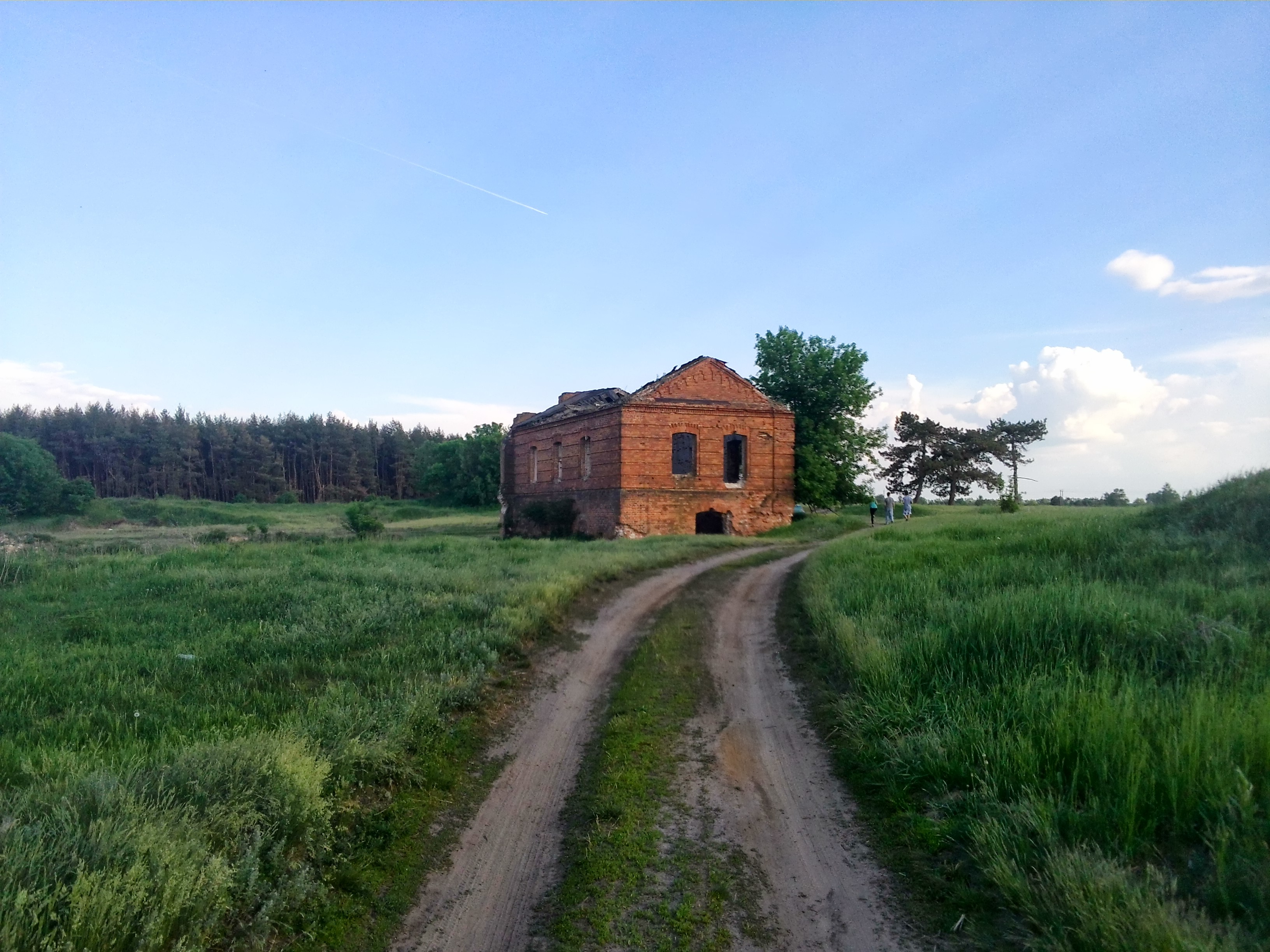
Руины водяной мельницы в с. Крупец, первое здание
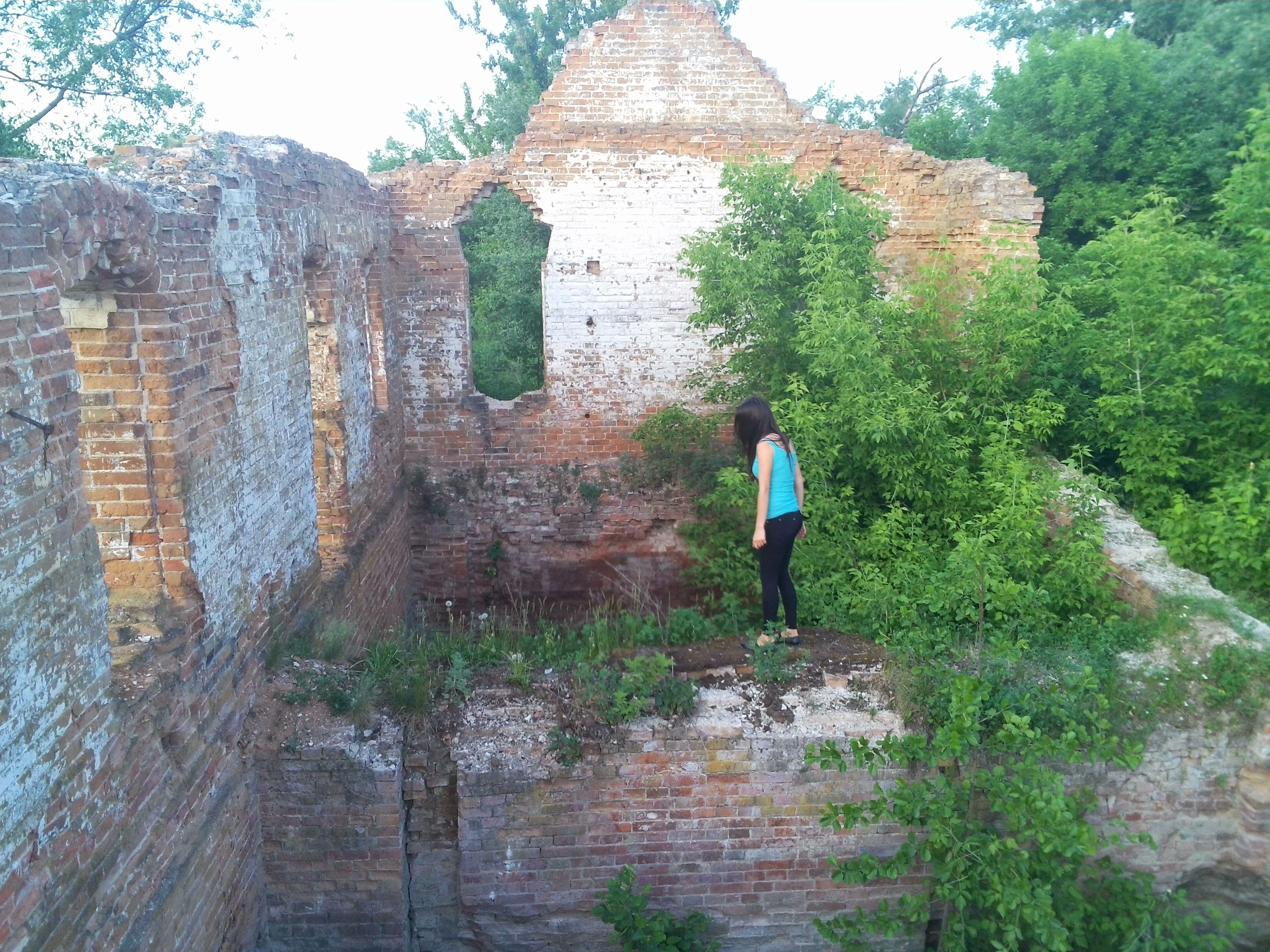
Руины водяной мельницы в с. Крупец, (внутри)
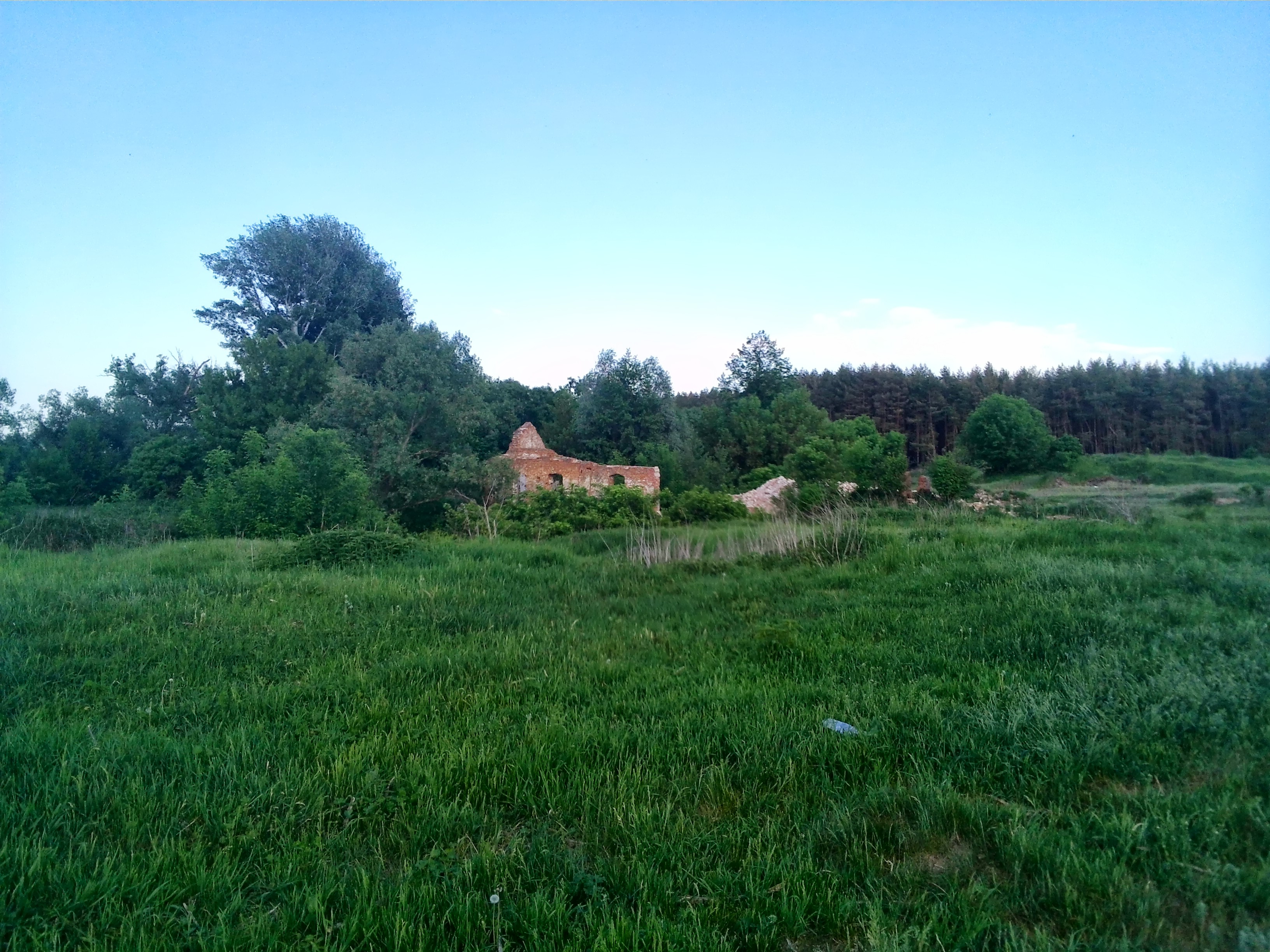
Руины водяной мельницы в с. Крупец, второе здание

## Известные уроженцы и жители
- Липилин, Иван Семёнович (1922—1994) — полный кавалер ордена Славы. В конце жизни проживал в селе, в нём же и похоронен.